# Brug 772
Brug 772 is een vaste brug in Amsterdam Nieuw-West.
Ze is gelegen in de wijk Osdorp en overspant de Slotervaart. Alhoewel ze nabij brug 773 ligt is ze van aanmerkelijk jongere datum. Die brug dateert uit de jaren 1964/1965, op een foto uit april 1973 van deze buurt is de brug 772 nog niet te zien.
De brug met lichte welving, gelegen direct ten zuidoosten van het Jan van Zutphenplantsoen, steunt tussen de landhoofden op stalen brugpijlers die weer staan op betonnen plateaus. Plateaus en pijlers worden beschermd door remmingwerk. De brug is alleen bestemd voor voetgangers en fietsers. 
<<< · 700 · 701 · 702 · 703 · 704 · 705 · 706 · 707 · 708 · 709 · 710 · 711 · 712 · 713 · 714 · 715 · 716 · 717 · 718 · 719 · 720 · 721 · 722 · 725 · 726 · 729 · 730-738 · 739 · 740 · 741 · 742 · 743 · 744 · 745 · 746 · 747 · 748 · 749 · 751 · 752 · 753 · 754 · 755 · 756 · 757 · 758 · 759 · 760 · 761 · 762 · 763 · 764 · 765 · 766 · 767 · 768 · 769 · 770 · 771 · 772 · 773 · 775 · 776 · 777 · 778 · 779 · 780 · 781 · 782 · 783 · 784 · 786 · 787 · 788 · 789 · 790 · 791 · 792 · 793 · 794 · 795 · 797 · >>>
Brugnummers  723, 724, 727, 728, 750, 774, 785, 796 (niet gerealiseerde brug over de Slotervaart), 798 en 799 zijn niet vergeven.